# Gerard de Groesbeek
Gerard de Groesbeek (Kuringen, 1517 - Lieja, 1580) era el príncep-bisbe del principat de Lieja del 14 de març de 1564 fins a la seva mort. Va néixer l'any 1517 com a fill de Jan, batlliu de Gueldre i Bertha van Ghoer al castell de Kuringen, on el seu pare era guardià del castell.
El 1548 va esdevenir canonge al capítol de la Catedral de Sant Lambert de Lieja. Va participar al Concili de Trento el 1550. El 1562 el capítol va designar-lo coadjutor del príncep-bisbe Robert II de Berghes. El 1564 va ser ungit bisbe a l'església de l'Abadia d'Herkenrode. El 1576, va esdevenir abat de l'abadia de Stavelot-Malmedy. En reconeixement de la seva acció contra el protestantisme, el papa Gregori XIII va promoure'l cardenal el 21 de febrer de 1578.
El 1568, Guillem I d'Orange-Nassau va acusar-lo de suportar Felip II de Castella i va enviar les seves tropes per a saquejar i pillardejar els pobles entorn de Lieja. Gerard va contraatacar amb unes milícies liegeses i foragitar l'exèrcit republicà. Va reeixir resistir amb subtilesa, diplomàcia i fermesa les pressions del seu molest aliat espanyol quan va esclatar la revolta iconoclasta el 1566 i podrà salvaguardar la independència de el principat.
Contra la voluntat dels estats de Lieja, el 1569 va renovar l'aliança amb el Sacre Imperi Romanogermànic que un dels seus predecessors Erard de la Mark va concloure amb l'emperador Carles V el 1518. Sota la pressió dels estats, va haver de dissoldre'l i tornar a proclamar la neutralitat del principat el 1577. Vers la fi del seu mandat va assetjar la ciutat de Maastricht i va recuperar la co-sobirania malgrat les intrusions de Felip II.
Aquest fet va contribuir a mantenir la pau més bé que malament fins a la revolució liegesa a la fi de l'antic règim durant les guerres interminables de trenta i vuitanta anys que van sumir les Disset Províncies al mig de les quals Lieja era un enclavat independent.